# Cañón automático Hotchkiss 25 mm
El Hotchkiss 25 mm fue un cañón automático antiaéreo diseñado por la empresa francesa Société Anonyme des Anciens Etablissements Hotchkiss et Cie. Fue empleado en la Segunda Guerra Mundial por las Fuerzas Armadas de Francia, Japón y otros países. A pesar de que es de la misma marca y tiene el mismo calibre, este cañón no está relacionado con el cañón antitanque Hotchkiss 25 mm, ya que la munición empleada es diferente.

## Desarrollo
Tras la Primera Guerra Mundial, los militares franceses se mostraron interesados en un cañón automático antiaéreo. La compañía Hotchkiss presentó su modelo de 25 mm, pero, rechazado por su baja cadencia de tiro fue ofrecido para la exportación. Sin embargo, con el empeoramiento de la situación política internacional en 1938 y el cañón automático Schneider de 37 mm sin estar listo para ser producido en masa, los militares franceses reconsideraron el rechazo del modelo de la Hotchkiss, que había firmado un contrato con Rumania. Los cañones que iban a ser exportados fueron retenidos en Francia e introducidos en servicio. El trípode original demostró ser inestable, lo cual condujo al desarrollo de una variante revisada con una base triangular y un afuste con dos ruedas. Esta nueva variante fue elegida para su producción en masa, pero para cuando se produjo la invasión de Francia en mayo de 1940, solamente unos cuantos centenares de estos cañones estaban en servicio. Con ellos y unos 200 Oerlikon 20 mm, la falta de cañones antiaéreos ligeros modernos desventajó enormemente al Ejército francés durante la campaña.

## Empleo en el extranjero
Rumania recibió un embarque de cañones Hotchkiss 25 mm  en 1943, que habían sido capturados por los alemanes en Francia en 1940.
Japón compró una licencia para fabricar el cañón, que fue llamado Tipo 96 y empleado en la mayoría de buques de guerra de la Armada Imperial Japonesa con la designación Cañón automático Tipo 96 25 mm.
La Segunda República española compró estos cañones para su Armada en diciembre de 1935. Cinco fueron recibidos en enero de 1936 e instalados durante la guerra civil española en los destructores José Luis Díez, Lepanto y Ulloa. Después de la Guerra Civil, estos cañones fueron empleados durante la década de 1940.

## Usuarios
- Francia
- España
- Japón: lo produjo bajo licencia como Cañón automático Tipo 96 25 mm.
- Rumania

## Variantes
- Mitrailleuse de 25 mm contre-aéroplanes modèle 1938 El cañón original montado sobre trípode, para exportar a Rumania.

- Mitrailleuse de 25 mm contre-aéroplanes modèle 1939 Con un afuste más pesado y más estable.

- Mitrailleuse de 25 mm contre-aéroplanes modèle 1940 Variante con mayor cadencia para afustes fijos navales y terrestres, con mira tipo "anillo".

- Mitrailleuse de 25 mm contre-aéroplanes modèle 1940 jumelée Batería doble terrestre.